# Vodouš kropenatý

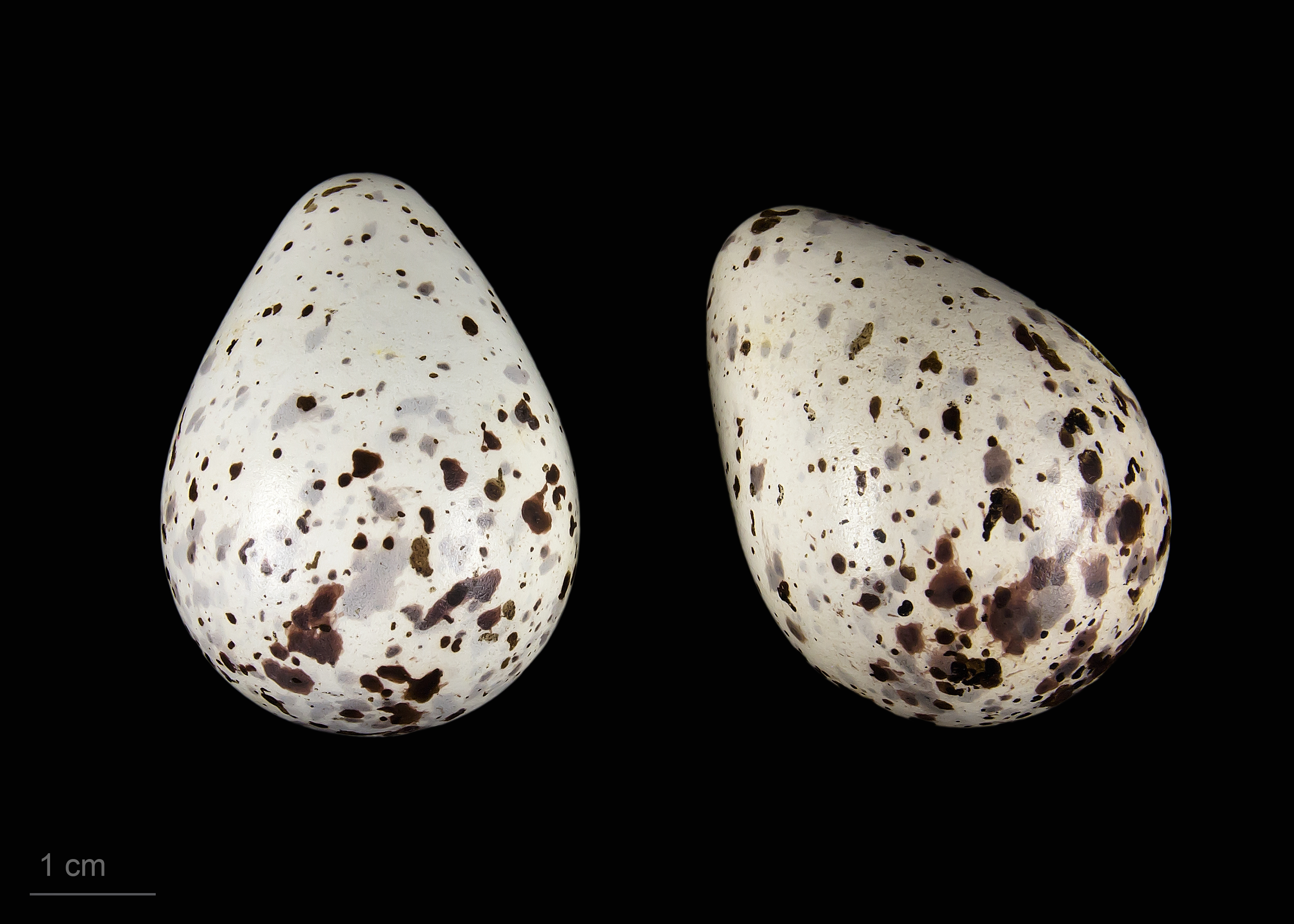
Tringa ochropus

Vodouš kropenatý (Tringa ochropus) je středně velký druh bahňáka z čeledi slukovití.

## Popis
Vodouš kropenatý je pták velikosti kosa s hnědočerně zbarvenými zády a bílým břichem. Hlava a prsa jsou výrazně skvrnitá. V letu je výrazně vidět bílý kostřec a tmavý spodek křídel.

## Hlas
Flétnové „tluíititit“, v úleku „gipgipgip“.

## Areál rozšíření
Vyskytuje se v lesním pásmu od Pobaltí přes Střední Evropu až po Sibiř. Vodouš kropenatý je tažný pták, který koncem července nebo v srpnu opouští své domovy a vydává se na zimoviště do Afriky. Na hnízdiště se vrací koncem března. V České republice se vyskytovalo v letech 2001–2003 podle Atlasu hnízdního rozšíření ptáků v ČR cca 40–70 párů se stoupající tendencí. Proto je zde zařazen do kategorie ohrožených druhů.

## Stanoviště
V době hnízdění se zdržuje na březích vod, jejichž břehy jsou porostlé lesy, neboť vodouš kropenatý, na rozdíl od svých příbuzných z podřádu bahňáků, hnízdí na stromech a keřích. Sám si však hnízda nestaví, ale hnízdí v opuštěných hnízdech jiných, zejména drozdovitých ptáků nebo třeba v hnízdech strak.

## Rozmnožování
Samice snáší 4 vejce, na kterých sedí oba rodiče 20 až 23 dní. Mláďata zůstávají v hnízdě 1–2 dny, poté se vrhají dolů. Dopadnou obvykle do měkké trávy nebo mechu, proto se jim nic nestane. Rodiče je nějaký čas vodí, a když se osamostatní, odlétají na rozsáhlé bažiny, rybníky nebo jezera v otevřené krajině.

## Potrava
Především hmyz a jeho larvy. Potravu sbírá při procházení po březích rybníků a v mělkých bahnitých vodách.